# Tortuguero Nemzeti Park
A Tortuguero Nemzeti Park Costa Ricában van, és 35 km hosszan húzódik a karibi tengerpartján. A nemzeti parkhoz tartozó szárazföldi terület nagysága 31 198 hektár és a vízfelület 52 000 hektár nagyságú.

## Története
Már jóval azelőtt, hogy a spanyolok a 16. század közepén meghódították Costa Ricát, a helybeliek erősen függtek a Puerto Limótól pont északra lévő Tortuguero néven ismert elszigetelt karibi tengerparttól: húsukért, tojásaikért és páncéljukért itt vadászták a tengeri teknősöket.
1950-re az ősi hüllőket a kipusztulás szélére sodorták, ahogy megsokszorozódott az emberi népesség. A mészárlás megállítására a tengerpart 35 km-es szakaszát 1970-ben védetté nyilvánították.

## Természet földrajzi adottságai
A nemzeti park nem csak tengerparti részt foglal magába, hanem mangróvét, mocsarat és alföldi ártéri erdőket is.

## Állatvilága
A park változatos élőhelyeinek köszönhetően nem csak a tengeri teknősök körében népszerű a területen, hanem különböző fajta majmoknak, tengeri tehenek, krokodilok és az ország madárfajainak felének is otthont ad.

## Turizmus
A Tortuguero Nemzeti Park több csapadékot kap, mint az ország bármely más része, és nagyrészt látogatható, jóllehet a turisták még mindig a látszólag végtelenbe nyúló parton sereglenek össze, hogy tanúi legyenek az arribadának, amikor több száz tengeri teknős vonszolja ki magát egyszerre, hogy lerakja tojásait. 
A legtöbb teknős július végétől októberig fészkel. A parttal párhuzamosan Monínból naponta cirkál hajó, esetleg útba ejtve San Josét vagy Limónt.

## Képgaléria

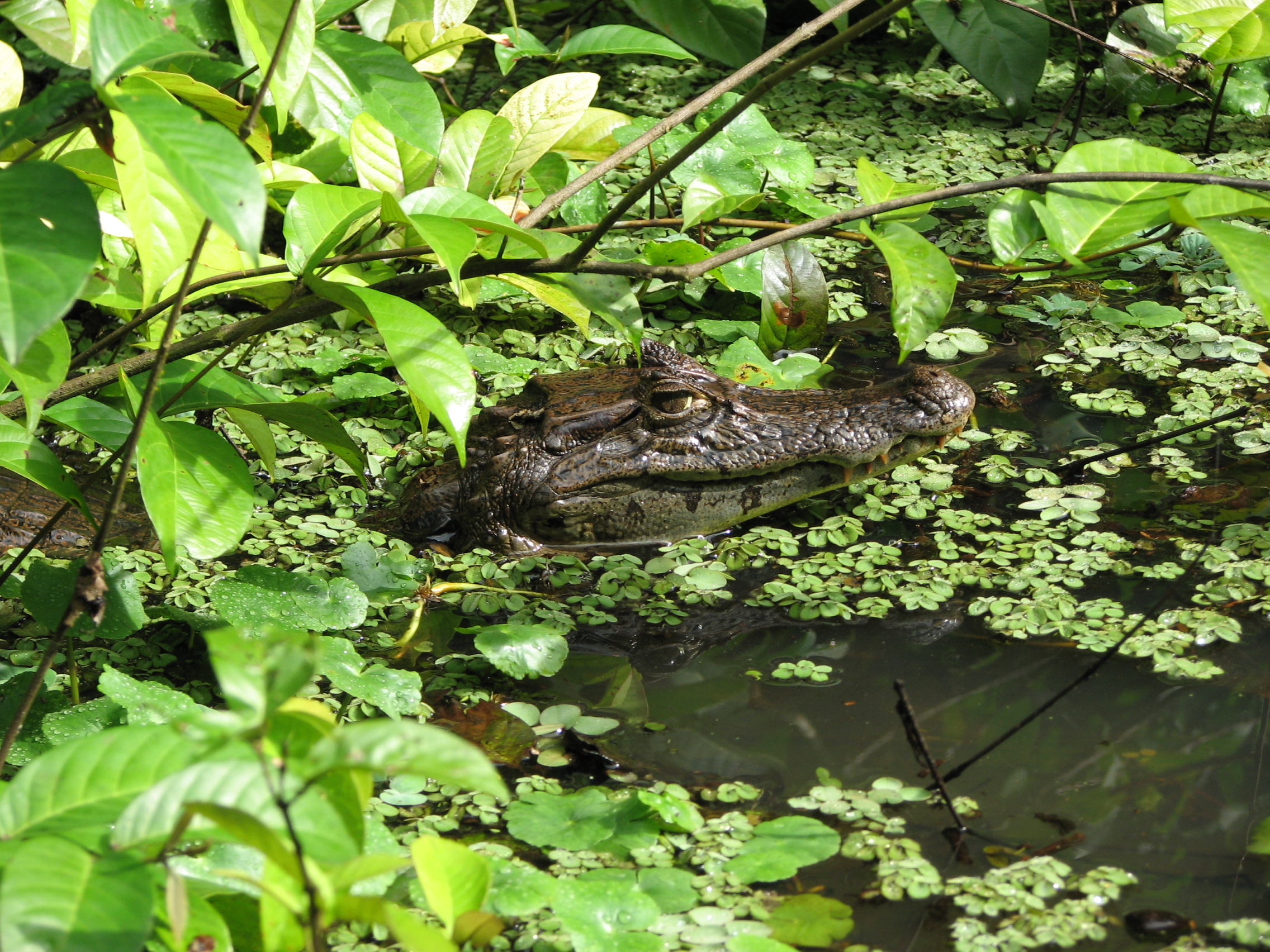
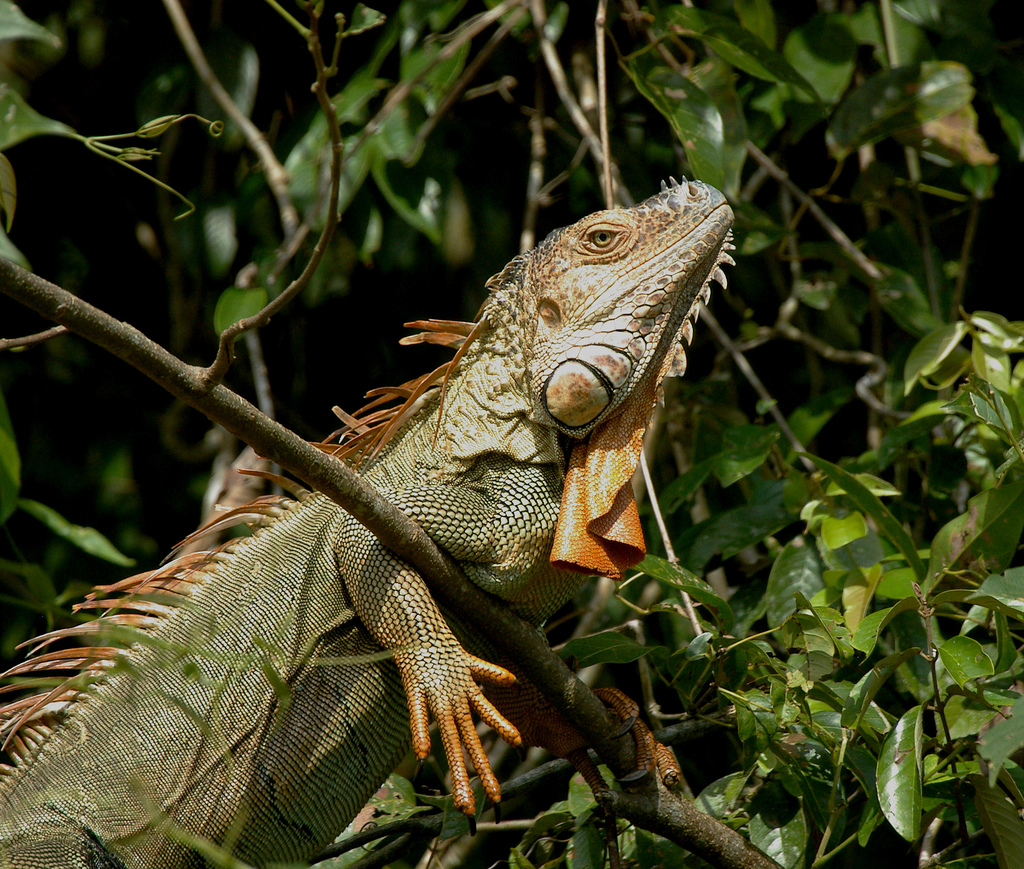
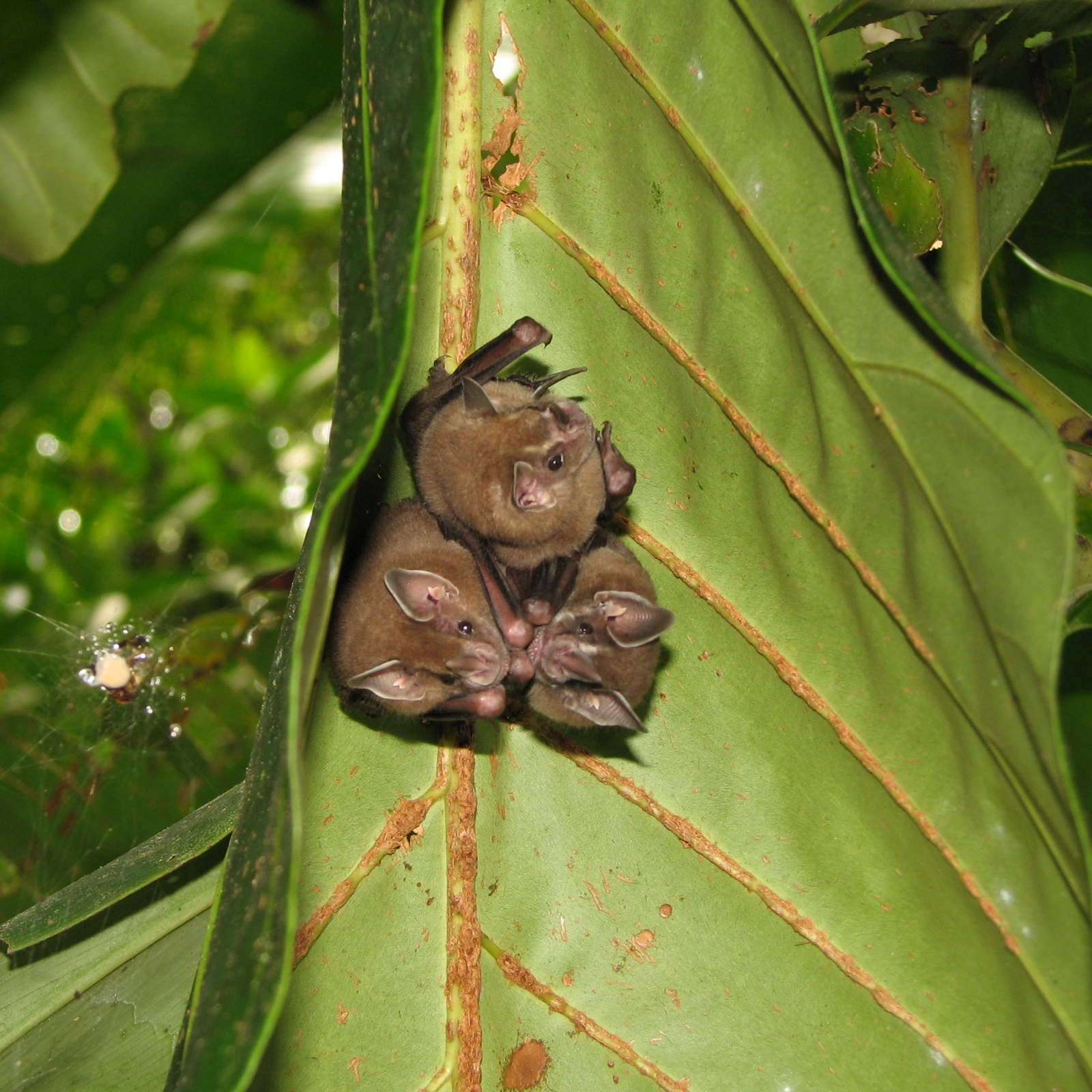
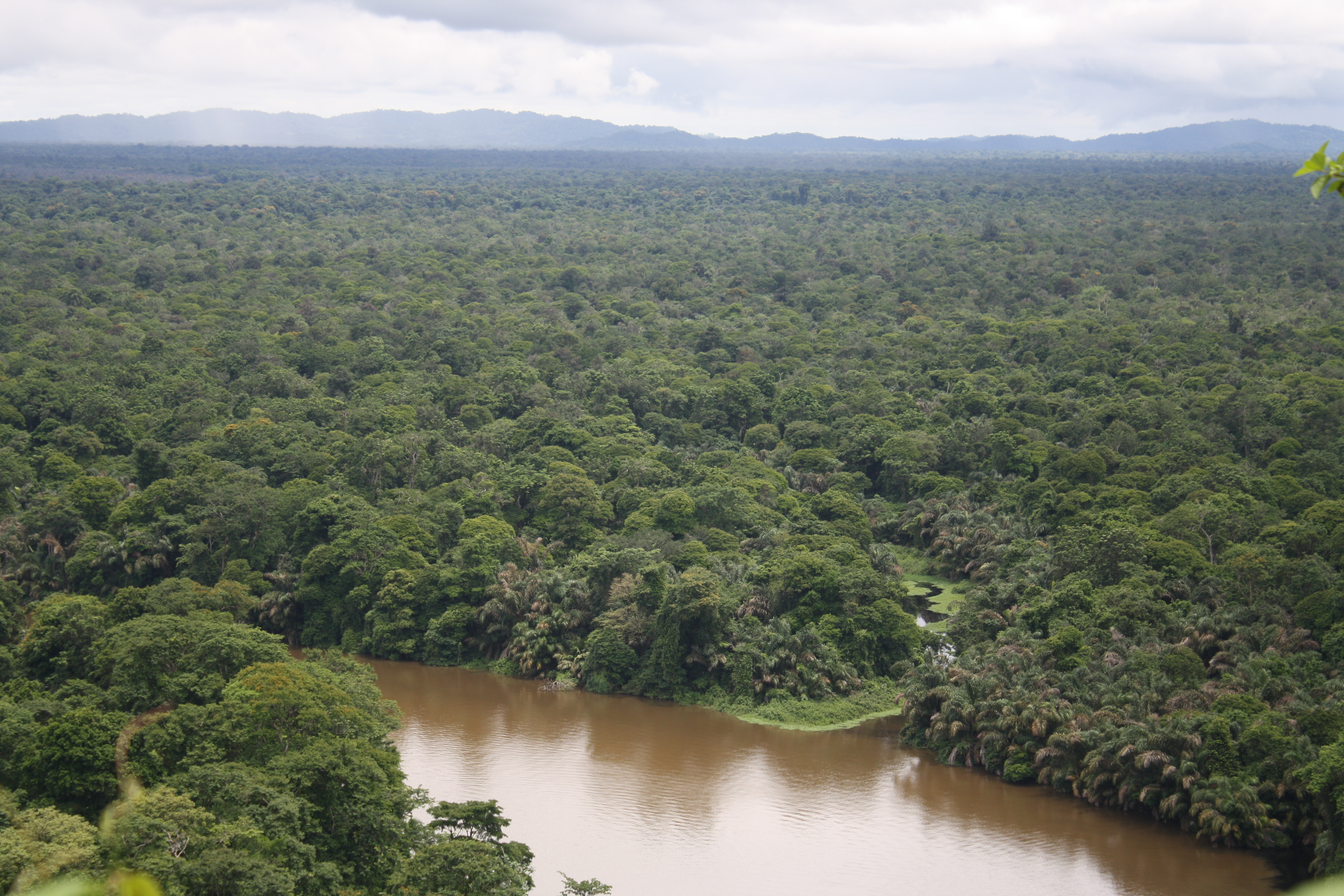
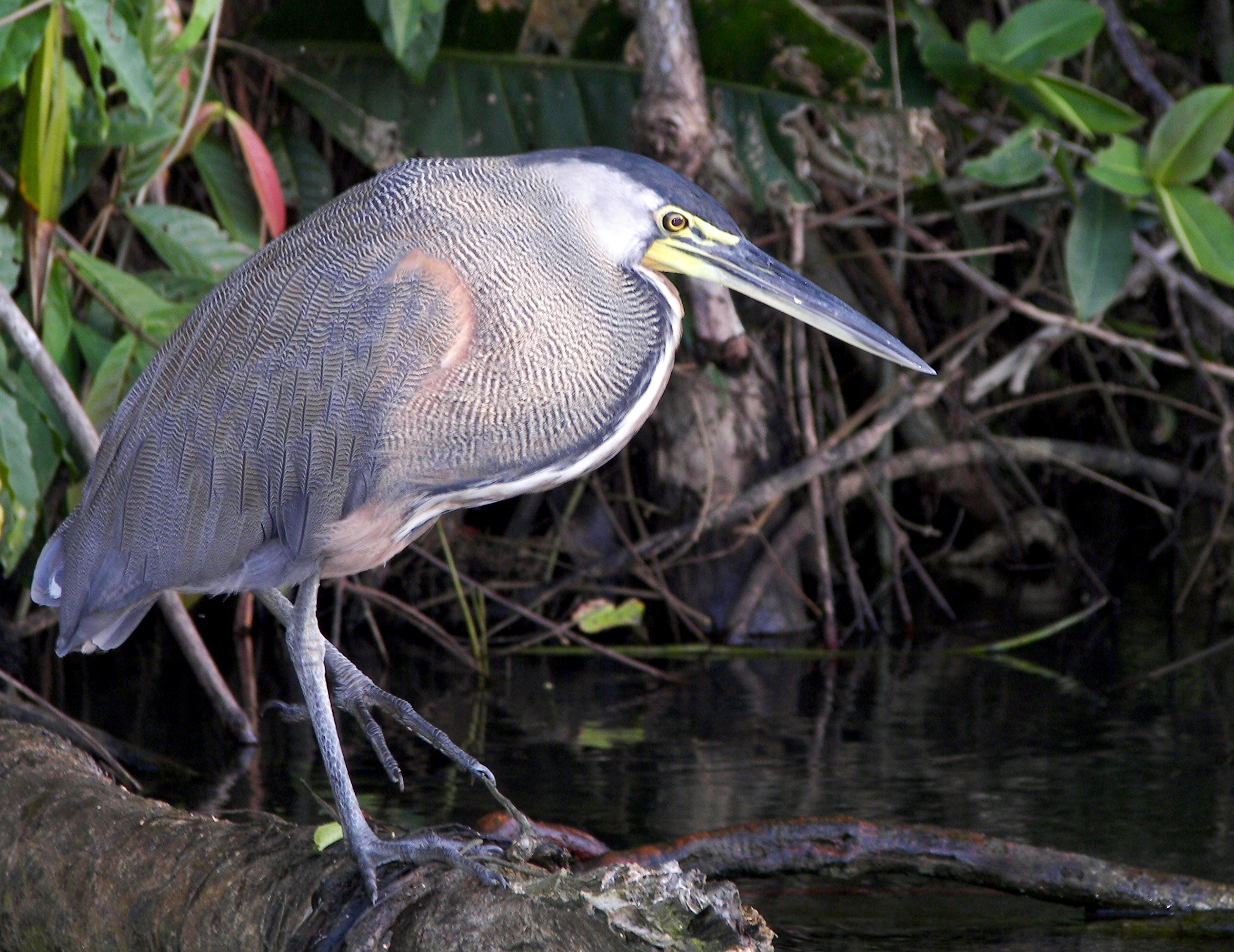